# Walter Rau (Fußballspieler)
Walter Rau (* 17. September 1910; † unbekannt) war ein deutscher Fußballspieler, der in den 1930er Jahren ausschließlich für den 1. FC Pforzheim spielte.

## Karriere

### Verein
Rau gelangte als Abwehrspieler im Jahr 1933 zum 1. FC Pforzheim, für den er fortan bis 1938 in der Gauliga Baden, eine von zunächst 16, später auf 23 aufgestockten Gauligen zur Zeit des Nationalsozialismus als einheitlich höchste Spielklasse im Deutschen Reich, Punktspiele bestritt. Die beste Platzierung erreichte er mit seiner Mannschaft 1936 und 1938 mit drei bzw. zwei Punkten Rückstand auf den SV Waldhof Mannheim bzw. den VfR Mannheim. Als Abwehrspieler gelang es ihm, sich 1935 mit neun Toren als fünftbester Torschütze (gemeinsam mit Max Biehle und Fritz Müller) zu etablieren. Im Wettbewerb um den Tschammerpokal gelangen ihm zwei Tore in drei Spielen. Im Wiederholungsspiel der Zweitrundenbegegnung mit dem TSV 1860 München – der Vergleich zuvor am 27. Juni 1936 im Münchener Heinrich-Zisch-Stadion fand mit dem Ergebnis von 3:3 n. V. keinen Sieger – erzielte er beide Tore, das letzte Tor per Strafstoß in der 87. Minute. Am 6. September 1936 unterlag er mit dem 1. FC Pforzheim im heimischen Stadion im Brötzinger Tal mit 1:2 Wormatia Worms im Achtelfinale.

### Auswahlmannschaft
Als Spieler der Gauauswahlmannschaft Baden kam er im Wettbewerb um den Reichsbundpokal zum Einsatz. Nachdem sich seine Mannschaft in der Vorrunde und im Viertelfinale durchzusetzen wusste, erreichte sie das Halbfinale. Am 7. Februar 1937 unterlag sie im Probstheidaer Stadion in Leipzig vor 30.000 Zuschauern der Gauauswahlmannschaft Berlin-Brandenburg mit 3:4.

## Erfolge
- Zweiter Gaumeisterschaft Baden 1936, 1938
- Halbfinalist Reichsbundpokal 1937